# Ribnitz-Damgarten
Ribnitz-Damgarten er en by og kommune i det nordøstlige Tyskland med 15.104 indbyggere (2013)[kilde mangler], beliggende under Landkreis Vorpommern-Rügen i delstaten Mecklenburg-Vorpommern. Bydelene Ribnitz og Damgarten var selvstændige byer indtil 1950, hvor de blev sammenlagt.
Ribnitz-Damgarten ligger ved søen Ribnitzer See, som er en del af fjorden Saaler Bodden. Grænsen mellem bydelene Ribnitz og Damgarten er floden Recknitz, som også var grænsen mellem de historiske stater Mecklenburg (Ribnitz) og Pommern (Damgarten).

## Historie
I 1250 opførte fyrst Jaromar 2. af Rügen en borg. I nærheden af borgen udviklede der sig en by som kaldtes ”Damechore“. Byen fik sine byrettigheder i 1258.
Under Trediveårskrigen blev byen i 1630 besat af Sverige, som dog forlod Damgarten midlertidigt i 1637, men indtog byen igen i 1638 og forbedrede befæstningerne. Efter krigen blev Damgarten i 1648 en del af Svensk Forpommern.
Under Den Store Nordiske Krig indtog de allierede i 1711 byen, men blev i 1712 endnu engang blev besat af svenskerne. I 1758 blev befæstningerne ødelagt af preussiske tropper, som besatte byen, men svenskerne overtog igen den i 1760. Under Napoleonskrigene måtte svenskerne igen i 1806 opgive byen og overlade den til den franske hær. I 1814 kom Damgarten til Danmark ved Freden i Kiel. Danskerne overlod byen til Preussen i 1815. I 1800-tallet udviklede industrien sig i Damgarten, blandt andet blev et glasværk grundlagt i 1852.
I 1939 havde Damgarten cirka 4000 indbyggere.

### Ribnitz
I 1200-tallet lå der, hvor Ribnitz nu ligger, en borg opført af den mecklenburgske fyrste. Omkring borgen udviklede der sig en by, som kaldtes ”rybanis” og som nævntes første gang i 1233. Byen fik sine byrettigheder i 1257 af fyrst Henrik Burwin III af Mecklenburg. I 1323 stiftede fyrst Henrik II af Mecklenburg et clarisserkloster ved borgens plads i Ribnitz. Klosteret eksisterede indtil den tyske reformationen, da klosteret blev et nonnekloster.
Fra middelalderen og indtil 1600-tallet var byen befæstet med ringmur og palisader. Men under Trediveårskrigen blev Ribnitz 1630 besat af svenskerne som udbyggede byens befæstninger med bastioner og volde.  Efter den Westfalske fred blev Ribnitz en del af hertugdømmet Mecklenburg.
I 1800-tallet udviklede industrien sig i Ribnitz. Blandt andet blev der i 1832 grundlagt et skibsværft i Ribnitz og i 1888 blev Ribnitz ligesom Damgarten tilsluttet jernbanelinjen mellem Rostock og Stralsund. I 1917 befandt der sig i Ribnitz tre væverier, en maskinfabrik, et bryggeri, et mejeri og et gas- og elektricitetsværk og i 1934 grundlagdes flyvemaskinfabrikken Walter-Bachmann Flugzeugwerke KG i Ribnitz, som blev den største arbejdsgiver i byen (cirka 3000 ansatte).
I 1939 havde Ribnitz cirka 8000 indbyggere.

## Galleri
- Havnen set fra Marienkirche
- Kirken St. Bartolomäus i Damgarten
- Byporten „Rostocker Tor“
- Clarisserklosteret i bydelen Ribnitz